# فلاديمير فاسيلي
فلاديمير فاسيلي (بالكرواتية: Vladimir Vasilj)‏ مواليد 6 يوليو 1975 في هانوفر، ألمانيا الغربية، هو لاعب كرة قدم كرواتي دولي سابق كان يلعب كحارس مرمى. اعتزل اللعب عام 2009 مع نادي شيروكي برييغ. سبق له أن لعب في كأس العالم لكرة القدم مع منتخب بلاده. بدأ مسيرته الرياضية عام 1995. لعب خلال مسيرته 238 مباراة سجل خلالها 0 أهداف.

## المسيرة الاحترافية

### أندية لعب لها
- نادي دينامو زغرب
- نادي زغرب
- قونيا سبور

## روابط خارجية
- فلاديمير فاسيلي على موقع الاتحاد الدولي (مؤرشف)  (الإنجليزية)
- فلاديمير فاسيلي على موقع اتحاد تركيا (لاعب) (الإنجليزية)
- فلاديمير فاسيلي على موقع قاعدة بيانات كرة القدم.إي يو (الإنجليزية)
- فلاديمير فاسيلي على موقع ناشيونال فوتبول تيمز (الإنجليزية)
- فلاديمير فاسيلي على موقع Soccerway.com (الإنجليزية)